# Castello di Hertford
Il castello di Hertford è una struttura di epoca normanna costruito nei pressi del fiume Lea non lontano da Hertford, nell'Hertfordshire.

## Le origini lontane
Le origini del castello di Hertford risalgono al 911 quando Edoardo il Vecchio ordinò di costruire una fortificazione, quando nel 1066 avvenne l'Invasione normanna dell'Inghilterra venne trasformato in un Motte e bailey circondato da un fossato. Guglielmo il Conquistatore diede il castello nelle mani di Peter de Valoignes Sceriffo di Exeter e dell'Hertfordshire.

## Il lungo dominio reale
Enrico II d'Inghilterra si interessò al castello e al suo potenziale tanto che lo fece praticamente ricostruire fra il 1170 e il 1174 includendovi i muri di selce che vennero aggiunti insieme al ponte levatoio e al corpo di guardia. Durante il regno di Riccardo I d'Inghilterra la costruzione venne maggiormente rafforzata dal suo reggente Guglielmo di Longchamp, in quel tempo il castello veniva gestito dalla corona dal momento che Robert de Valoignes era morto nel 1184 senza lasciare eredi. A reclamarlo si fece avanti Robert Fitzwalter, suo genero che prese d'assedio il castello installandovi un comandante e una propria guarnigione. A spodestarlo ci pensò Giovanni d'Inghilterra, fratello di Riccardo e suo successore, egli nominò comunque Robert quale governatore del castello, ma egli continuò ad opporsi al re e nel 1211 fuggì in Francia lasciando il maniero nelle mani della corona.
Alla morte di Angelo Salvo nel 1216 una milizia francese lo pose sotto assedio per un mese finché il suo governatore Walter de Godavril non si arrese, Enrico III d'Inghilterra intervenne per scacciare gli invasori che nel 1217 vennero definitivamente sconfitti. Da qui in poi il ruolo militare del maniero diviene di secondo piano per assumere il ruolo di residenza reale tanto che nel 1299 Edoardo I d'Inghilterra lo donò alla sua seconda moglie Margherita.
Quando al trono salì Edoardo II d'Inghilterra il castello fu usato per incarcerare alcuni Cavalieri templari nel 1309 e sua moglie Isabella di Francia insieme al loro figlio Edoardo passarono lì diverso tempo.
Durante la Guerra dei cent'anni il maniero fu di nuovo usato per detenere prigionieri di alto rango ed entro le sue mura finirono Davide II di Scozia e, nel 1359, Giovanni II di Francia, l'anno seguente Edoardo III d'Inghilterra lo donò al figlio Giovann di Gand che lo usò come sua principale residenza in patria quando non era in guerra. Giovanni fece anche rafforzare le difese e riparare i danni del tempo e quando morì nel 1399 suo nipote Riccardo II d'Inghilterra lo confiscò insieme ad ogni altra proprietà dei Lancaster al momento del suo matrimonio con Isabelle di Valois.
Il castello continuò a restare nelle mani della corona e nel 1418 Enrico V d'Inghilterra lo donò alla moglie Caterina di Valois e i due vi passarono molto tempo insieme ed anche il loro figlio Enrico vi passò l'infanzia. Quando nel 1445 ormai divenuto Enrico VI d'Inghilterra si sposò con Margherita d'Angiò le donò il castello, tuttavia nel corso della Guerra delle due rose egli venne deposto e il nuovo re Edoardo IV d'Inghilterra lo diede alla moglie Elisabetta Woodville.
Quando Riccardo III d'Inghilterra ascese al trono il castello fu dato ad uno dei suoi principali sostenitori Humphrey Stafford, I duca di Buckingham e quando questi fu deposto da Enrico VII d'Inghilterra la struttura andò alla moglie di Enrico Elisabetta di York che di Edoardo IV era la figlia. Il suo successore, Enrico VIII d'Inghilterra spese notevoli somme per riammodernarlo e per renderlo più simile possibile a un'abitazione civile, molti lavori effettuati allora resistono ancora oggi. Suo figlio Edoardo VI d'Inghilterra ne fece dono alla sorellastra Maria, che una volta salita al trono, lo usò per imprigionarvi i martiri protestanti. L'altra sorellastra Elisabetta I d'Inghilterra ne fu una solerte visitatrice durante il proprio regno.

## La proprietà privata
Dopo l'ascesa al trono di Giacomo I d'Inghilterra il castello cessò di essere una residenza reale e cadde in disuso, quando al trono salì Carlo I d'Inghilterra esso venne donato a William Cecil, II conte di Salisbury e buona parte del castello è ora in rovina perché non venne più abitato dalla fine del periodo Tudor. Il castello venne quindi affittato a Sir William Harrington che mise in piedi diversi lavori per restaurarlo e l'affitto venne quindi dato a Sir William Cowper. Da allora il castello è di proprietà della famiglia Cecil che nel tempo lo affittò a una successione di persone in maggioranza discendenti di Cowper, attorno al 1800 un nuovo portone e una portineria vennero aggiunti dal Marchese di Downshire.
Fra il 1805 e il 1809 il castello fu sede dell'East India Company College, mentre nel 1822 divenne sede di un dispensario voluto dal Reverendo Thomas Lloyd uno dei primi promotori delle attività di carità della contea.
Nel 1911 la Hertford Corporation prese in affitto il corpo di guardia del castello, che di fatto è l'unica cosa ancora in piedi, dal Conte di Salisbury, perché ospitasse la propria amministrazione e i giardini vennero aperti al pubblico. Negli anni '30 del '900 all'affitto venne aggiunta anche l'ala nord e al conte andò soltanto quel che rimaneva della proprietà.
Il castello è di proprietà dell'Hertford Town Council e non è aperto al pubblico.